# Judge Not; or The Woman of Mona Diggings
Judge Not; or The Woman of Mona Diggings er en amerikansk stumfilm fra 1915 af Robert Z. Leonard.

## Medvirkende
- Julia Dean som Molly Hanlon.
- Harry Carter som Lee Kirk.
- Harry Carey som Miles Rand.
- Marc B. Robbins.
- Kingsley Benedict som Clarence Van Dyne.